# راديو جبل لبنان
إذاعة راديو جبل لبنان هي إذاعة لبنانية تبث باللغة الأجنبية من بيروت. تشتهر باسم (RML Radio du Mont Liban). تأسست عام 1979 م. تبث الأغاني والموسيقى الأجنبية.

## موجاتها
تبث الإذاعة على الموجات التالية:
- لمنطقة بيروت وكل لبنان على الموجة 99.1
- راديو اغاني للموجة 98.9